# 프리폼
프리폼(Freeform)은 월트 디즈니 컴퍼니의 산하 미국 방송 회사의 자회사 ABC 패밀리 월드 와이드사가 운영하는 방송국이다. 1977년 4월 개국하였다.